# Município de Hilliar (condado de Knox, Ohio)
O município de Hilliar (em inglês: Hilliar Township) é um município localizado no condado de Knox no estado estadounidense de Ohio. No ano de 2010 tinha uma população de 3.715 habitantes e uma densidade populacional de 55,06 pessoas por km².

## Geografia
O município de Hilliar encontra-se localizado nas coordenadas 40° 18′ 54″ N, 82° 42′ 28″ O. Segundo o Departamento do Censo dos Estados Unidos, o município tem uma superfície total de 67.47 km², da qual 67,27 km² correspondem a terra firme e (0,3 %) 0,2 km² é água.

## Demografia
Segundo o censo de 2010, tinha 3.715 pessoas residindo no município de Hilliar. A densidade populacional era de 55,06 hab./km².